# Steven Dann
Steven Arthur Dann (* 27. Dezember 1953 in Burnaby) ist ein kanadischer Bratschist. 
Dann lernte zunächst Violine, im Alter von 16 Jahren wechselte er zur Bratsche. Von 1969 bis 1973 war er Mitglied des National Youth Orchestra. 1972 nahm er Unterricht bei Lorand Fenyves in Toronto und im Folgejahr bei Robert Pikler in Sydney. Von 1973 bis 1977 studierte er an der University of Toronto bei Fenyves, außerdem nahm er Unterricht bei Bruno Giuranna. Er war dann erster Bratschist im National Arts Centre Orchestra (1977–80), Tonhalle-Orchester Zürich (1981–82), Concertgebouw-Orchester (1981–84) und Vancouver Symphony Orchestra und ab 1988 im Toronto Symphony Orchestra.
Als Gast spielte er u. a. im Orchester des Festivals von Luzern, im Boston Symphony Orchestra unter Leitung von Seiji Ozawa, im City of Birmingham Symphony Orchestra unter Simon Rattle, im Chamber Orchestra of Europe unter Nikolaus Harnoncourt, Paavo Berglund und Pierre Boulez und der Canadian Opera Company. Als Solist trat er unter den Dirigenten Andrew Davis, Rudolf Barschai, Jiří Bělohlávek, John Eliot Gardiner, Jukka-Pekka Saraste und Wladimir Aschkenasi auf. Er spielte u. a. die Uraufführung von  Alexina Louies Winter Music für Viola und Kammerensemble, John Throwers Through Time and Space für Viola solo, R. Murray Schafers Rounds und Walter Buczynskis Lyric VII für Viola und Orchester. Kompositionsaufträge vergab er u. a. an Peter Lieberson, Frederick Schipizky, Christos Hatzis und Michael Oesterle.
Als Kammermusiker arbeitete Dann mit dem Allegri-, dem Bartók-, dem Hungarian, dem Orford- und dem Végh-Streichquartett zusammen. Seit 1990 ist er Mitglied der Smithsonian Chamber Players in Washington. Er ist Gründungsmitglied des Axelrod String Quartet und bildet mit Ernst Kovacic und Anssi Karttunen das Zebra Trio. Mit dem ARC Ensemble in Toronto wurde er zweimal für einen Grammy nominiert.

## Weblink
- Homepage von Steven Dann